# Uberto Malatesta
Uberto Malatesta (1270 circa – 1324) è stato un politico, condottiero e capitano di ventura italiano, conte di Giaggiolo.

## Biografia
Figlio primogenito di Paolo il Bello e di Orabile Beatrice. Alla morte del padre, crebbe con la sorella Margherita a Rimini sotto la tutela della madre e dello zio Gianciotto, che tra l'altro fu l'assassino di suo padre.
Il 16 settembre del 1297 fuggì di nascosto da Rimini per recarsi al castello di Giaggiolo, ma si rifugiò poi presso Galasso da Montefeltro. Si avvicinò alla fazione dei ghibellini, per i quali divenne ben presto capitano generale per la Romagna.
Spinto da uno spirito vendicativo nei confronti della sua famiglia, i Malatesta, lì combatté in diverse battaglie. Il 23 maggio 1300, conquistò Gubbio con il Montefeltro e Uguccione della Faggiola, ma persero dopo l'intervento di Cante Gabrielli e dei perugini. Sempre in quell'anno, combatté e sconfisse lo zio Malatestino I, conquistando Cesena.
Nel 1302 conquistò il castello di Roversano a danno dei Polentani.
Il 20 maggio 1303, a seguito dell'alleanza di Cesena con Rimini, assunse l'incarico di podestà e di capitano della città romagnola. Ben presto però i cesenati lo cacciarono in quanto pare mostrò evidenti atteggiamenti autoritari.
Nel 1313 la tradizione vuole che abbia vendicato il padre uccidendo lo zio Gianciotto, con la giustificazione del suo essere guelfo.
Nel 1315, alleato della fazione ghibellina e degli Ordelaffi, combatté contro il marchese degli Argugliosi, e insieme cacciarono quest'ultimo e la sua famiglia da Forlì.
Nel 1321, si alleò con i Montefeltro contro Rimini, le cui milizie erano guidate da Ferrantino Malatesta e appoggiate da Bologna. Le forze ghibelline furono respinte da quelle riminesi, le quali si spinsero fino ad Urbino.
Cominciò a maturare idee espansionistiche, il cui obbiettivo principale era quello di impadronirsi di Rimini a danno dei parenti. Insieme al cugino Ramberto tentò di togliere il potere allo zio Pandolfo I, divenuto reggente della città e di fazione guelfa, con l'assassinio. Ramberto però lo tradì informando lo stesso Pandolfo delle sue trame. Uberto fu invitato a cena da Pandolfo e Ferrantino nel castello di Ciola Araldi, presso Roncofreddo. Nel 1324, mentre si sedette a tavola fu ucciso a tradimento dai tre. Il suo corpo venne poi nascosto in un sacco e fu portato a Mercato Saraceno.

## Discendenza
Sposò la figlia di Ruggero Guidi, conte di Dovadola, dalla quale ebbe un figlio, Ramberto (1302-1367).